# Røde Mor

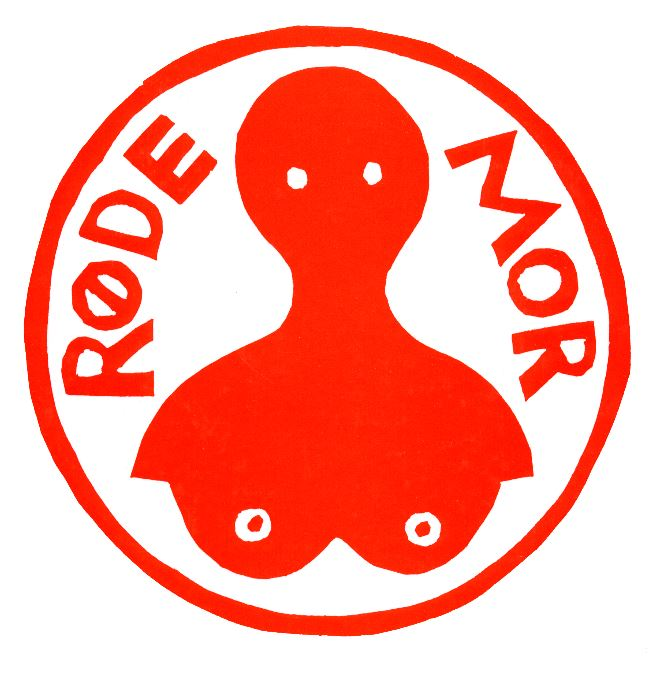
Logotyp

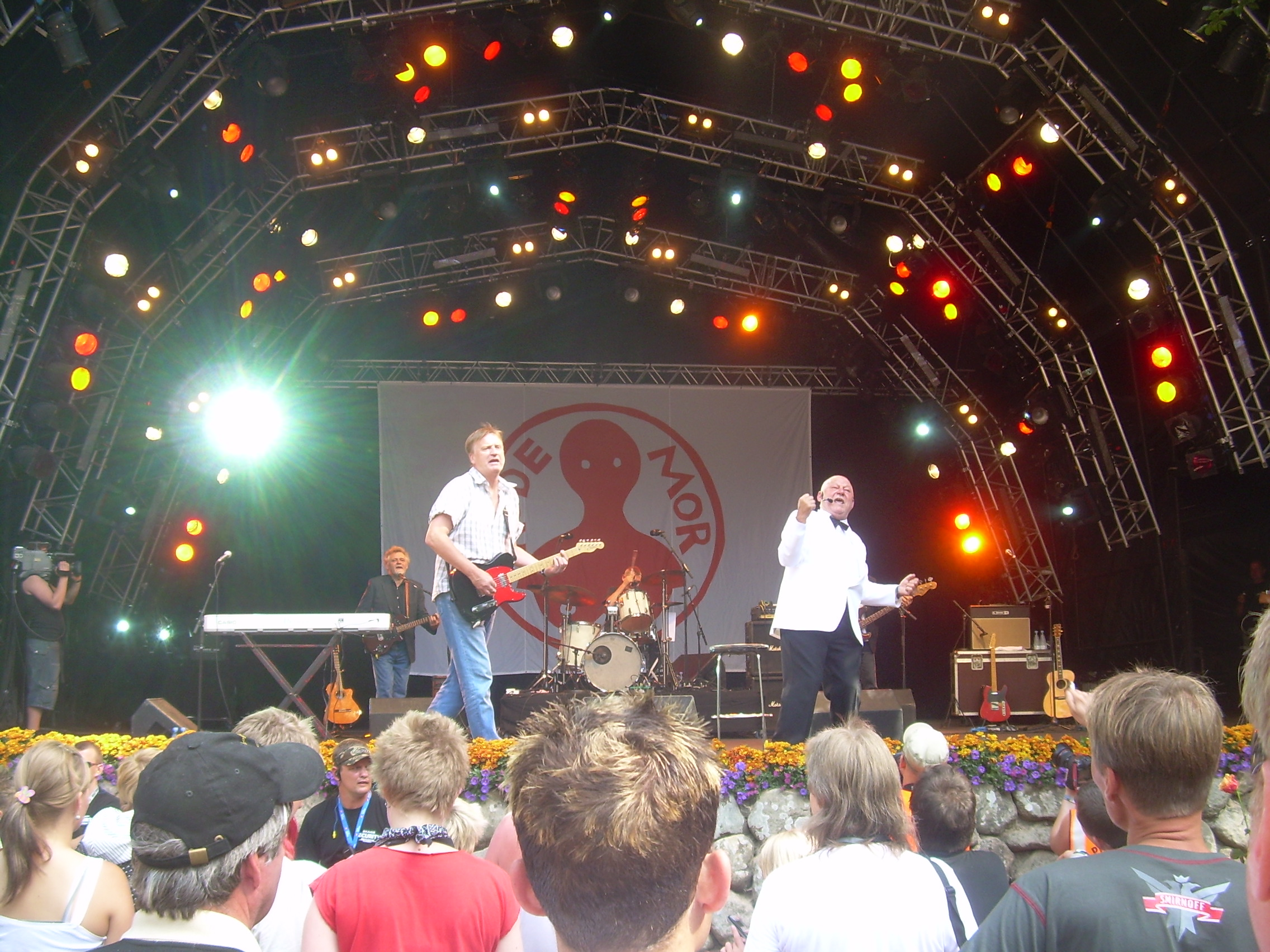
Røde Mor på Skanderborg Festival 2007

Røde Mor (danska: "röda mor") var en av 1970-talets populäraste danska rockgrupper. Gruppens aktiva period var från 1970–1977 då de var en dansk motsvarighet till den  svenska proggen, med starkt samhällskritiska texter formulerade från den politiska vänsterkanten. Till gruppen hörde även ett konstnärskollektiv och musiken kompletterades under framträdandena med teater, cirkus och fotoprojektioner. Drivande i gruppen var Troels Trier som skrev det mesta av materialet. Han och en annan medlem, Henrik Strube, har också haft egna framgångsrika solokarriärer i Danmark. Gruppen gjorde under 2002–2008 en del återföreningsspelningar och turnéer.

## Bandmedlemmar
- Troels Trier: Sång
- Lars Trier: Gitarr (till 1973)
- Henrik Strube: Gitarr, sång (från 1974)
- Peter Ingmann: Bas, sång
- Peter Mogensen: Trummor

Detta var den huvudsakliga sättningen. Under kortare tidsperioder fanns även andra medlemmar med i gruppen.
Under återföreningsspelningarna 2002–2008 var både Lars Trier och Henrik Strube med som gitarrister.

## Diskografi
- 1970 - Johnny gennem ild og vand (EP)
- 1971 - Rok Ork
- 1972 - Ta hva er dit
- 1973 - Grillbaren
- 1975 - Linie 3
- 1975 - Betonhjertet
- 1976 - Hjemlig hygge
- 1977 - Sylvesters drøm (live)
- 2002 - Røde Mor 8-dobbelte CD-boxsæt (innehåller samtliga LP på CD)
- 2006 - Røde Mor 2006 EP (med sångerna Rotter På Loftet, Lil' Johnnys Mund, Kæft, Trit Og Retning och Cirkus Mili)
- 2007 - Opsamling (En CD med "greatest hits" + en DVD)

Troels Trier har också givit ut soloskivor där det till stor utsträckning är Röde Mors medlemmar som kompar, bland andra Rosa (1974), Lars Bjørnestrædes vinduer (1975), Arbejdsløs (1976) och Kys Frøen (1977).